# 552784 Jeanbrahier
552784 Jeanbrahier è un asteroide della fascia principale esterna. Scoperto nel 2010, presenta un'orbita caratterizzata da un semiasse maggiore pari a 3,161157 UA e da un'eccentricità di 0,256888, inclinata di 16,392109° rispetto all'eclittica.